# 石林街道
石林街道，是中华人民共和国云南省昆明市石林彝族自治县下辖的一个街道办事处。
2016年，昆明市人民政府批复同意将鹿阜街道析置为鹿阜、石林、板桥3个街道，石林街道辖北大村1个居委会和小箐、乐尔村、五棵树、和摩站、占屯、天生关、林口铺、螺蛳塘、松子园、小密枝、长跨、北小村、水塘铺、月湖、老挖15个村委会，国土面积297.7平方千米，总人口37818人，驻地为北大村居委会胜利东路30号。

## 行政区划
石林街道下辖以下地区：
五棵树村社区、小箐村、乐尔村、和摩站村、占屯村、北大村、天生关村、林口铺村、螺蛳塘村、松子园村、小密枝村、长跨村、小村、月湖村、老挖村和水塘铺村。